# Челико
Челико је насеље у Италији у округу Козенца, региону Калабрија.
Према процени из 2011. у насељу је живело 2218 становника. Насеље се налази на надморској висини од 757 м.

## Становништво
Према резултатима пописа становништва 2011. у општини је живело 2.883 становника.
| 1951. | 1961. | 1971. | 1981. | 1991. | 2001. | 2011. |
| ----- | ----- | ----- | ----- | ----- | ----- | ----- |
| 2.981 | 3.092 | 3.039 | 3.068 | 3.154 | 3.185 | 2.883 |